# Киавеннский диалект западноломбардского языка
Киавеннский диалект западноломбардского языка — диалект западноломбардского языка, распространённый в Киавенне. Относится к вальтеллинско-киавенской группе диалектов.